# Catharsius semirubidus
Catharsius semirubidus är en skalbaggsart som beskrevs av Leon Fairmaire 1891. Catharsius semirubidus ingår i släktet Catharsius och familjen bladhorningar. Inga underarter finns listade.